# بوستيان ناخبار
بوستيان ناخبار (بالسلوفينية: Boštjan Nachbar)‏ مواليد 3 يوليو 1980، هو لاعب كرة سلة سلوفيني يلعب مع فريق نادي برشلونة ويحمل الرقم 34. يبلغ طوله 6 قدم 9 بوصة (2.1 م).

## فرق لعب لها
- هيوستن روكتس
- نيو أورلينز بيليكانز
- بروكلين نتس

## روابط خارجية
- بوستيان ناخبار على موقع الاتحاد الدولي لكرة السلة (الإنجليزية)
- بوستيان ناخبار على موقع الدوري الأوروبي لكرة السلة (الإنجليزية)
- بوستيان ناخبار على موقع إن بي أي (الإنجليزية)
- بوستيان ناخبار على موقع سبورتس رفرنس (الإنجليزية)
- بوستيان ناخبار على موقع الدوري الإسباني لكرة السلة (الإسبانية)
- بوستيان ناخبار على موقع كرة السلة الأوروبية.كوم (الإنجليزية)
- بوستيان ناخبار على موقع ريلجم (الإنجليزية)
- بوستيان ناخبار على موقع بروبوليرز (الإنجليزية)
- بوستيان ناخبار على موقع سبورتس رفرنس (الإنجليزية)